# دوري كونغو الديمقراطية الممتاز 2017–18
الدوري الوطني الكونغولي 2017–18 هو موسم من الدوري الوطني الكونغولي. فاز فيه نادي فيتا.